# Birchip
Birchip är en ort i Australien. Den ligger i kommunen Buloke och delstaten Victoria, omkring 270 kilometer nordväst om delstatshuvudstaden Melbourne. Antalet invånare är 683.
Trakten runt Birchip är nära nog obefolkad, med mindre än två invånare per kvadratkilometer..
Trakten runt Birchip består till största delen av jordbruksmark. Genomsnittlig årsnederbörd är 405 millimeter. Den regnigaste månaden är juli, med i genomsnitt 58 mm nederbörd, och den torraste är januari, med 10 mm nederbörd.